# Geltolfing
Geltolfing ist ein Gemeindeteil der Gemeinde Aiterhofen und eine Gemarkung im niederbayerischen Landkreis Straubing-Bogen.

## Lage
Das Kirchdorf liegt im Gäuboden an der Aiterach etwa einen Kilometer südwestlich von Aiterhofen. Zur ehemaligen Gemeinde gehörte darüber hinaus nur noch die Einöde Espermühle an der Aiterach 200 Meter südlich des Dorfes.
Die Gemarkung Geltolfing mit einer Fläche von 587,68 Hektar liegt vollständig auf dem Gebiet der Gemeinde Aiterhofen.

## Geschichte
Das Dorf wurde im Jahre 1031 im St. Emmeramer Rotulus erstmals urkundlich bezeugt. 
Im Jahre 1126 erbaute Poppo von Geltolfing eine Kapelle, die vom Regensburger Bischof Chuno eingeweiht wurde.
Geltolfing war Hofmark und hatte eine Schlossanlage. Von 1534 bis 1583 waren die Berlichingen (Perlaching) im Besitz von Geltolfing. 1583 verkauften die Gebrüder Berlichingen Schloss Geltolfing samt den Hofmarken Roßhaupten und Konzell an Hans Erberhard von Closen zu Arnstorf.
Mit dem Abschluss der Gebietsreform in Bayern wurde die Gemeinde Geltolfing am 1. Mai 1978 in die Gemeinde Aiterhofen eingegliedert. Der FC Geltolfing ging 1976 im FC Aiterhofen – Geltolfing auf. Andere Vereine sind der EHC „Sit in“ Geltolfing, der Schützenverein Geltolfing sowie der Krieger-, Soldaten und Kameradschaftsverein Geltolfing e. V. Im Jahr 1985 wurden die beiden bis dahin eigenständigen Pfarreien Aiterhofen und Geltolfing zur Seelsorgeeinheit Aiterhofen–Geltolfing zusammengeschlossen.

## Bevölkerungsentwicklung
Die Bevölkerungsentwicklung der früheren Gemeinde Geltolfing und deren Fortschreibung ist in der nachstehenden Aufstellung wiedergegeben:
| 1840 | 1871 | 1900 | 1925 | 1939 | 1950 | 1961 | 1970 | 1975 | 1987 |
| ---- | ---- | ---- | ---- | ---- | ---- | ---- | ---- | ---- | ---- |
| 254  | 249  | 277  | 284  | 309  | 444  | 333  | 340  | 377  | 339  |

## Bauwerke
Im Jahr 1715 wurde am Ufer der Aitrach der Grundstein für die jetzige Kirche St. Peter und Paul gelegt. Erbauer und vermutlich auch Plangestalter war der Straubinger Stadtmauerermeister Jakob Ruesch. Die Kuppel des Kirchturmes ist das Werk des Straubinger Stadtzimmerermeisters Johann Attenberger. 1718 war die Kirche vollendet.
Im 19. Jahrhundert wurde die Barockausstattung aus der Kirche entfernt und durch eine neugotische Einrichtung ersetzt, an deren Stelle im 20. Jahrhundert eine moderne Ausstattung trat. Erhalten blieb der 1772 von Christian Wink geschaffene Kreuzweg.
Das Schloss ist eine vierflügelige, zweigeschossige Weiherhaus-Anlage mit geräumigem Innenhof. Es wurde um 1595 bis 1598 neu erbaut und 1776 sowie 1780 barockisiert. Das Eingangstor befindet sich an der Westecke, über den Schlossgraben führt eine rundbogige Brücke. Das Schloss ist für die Öffentlichkeit nicht zugänglich.